# Código Florestal brasileiro de 1965
Código Florestal Brasileiro foram duas normas federais brasileiras, de 1934 e 1965, hoje revogadas, que estabeleciam limites de uso da propriedade, devendo-se respeitar a vegetação existente na terra, considerada bem de interesse comum a todos os habitantes do Brasil. Atualmente, a proteção da vegetação nativa é regulada pela Lei de Proteção da Vegetação Nativa, chamada informalmente de "novo Código Florestal", de 2012.
O primeiro Código Florestal Brasileiro foi instituído pelo Decreto nº 23.793, de 23 de janeiro de 1934, revogado posteriormente pela Lei 4.771/65, que estabeleceu o Código Florestal vigente até a publicação da Lei Federal nº 12.651, de 25 de maio de 2012.
O geógrafo Aziz Ab’Saber da USP criticou o texto para o novo Código Florestal 2012 “por não considerar o zoneamento físico e ecológico de todo o país, deixando de lado a importância da diversidade de paisagens naturais no Brasil”.
O  professor especialista na Amazônia com muito conhecimento da região e sua população sugeriu “a criação de um Código de Biodiversidade para implementar a proteção a espécies da flora e da fauna”.
O Brasil pode estar perdendo a liderança na responsabilidade ecológica global, depois que a Câmara dos Deputados aprovou um novo Código Florestal 26 de abril de 2012, disseram representantes da WWF e do Greenpeace. A aprovação do texto do deputado Paulo Piau (PMDB-MG) pode provocar uma mudança nessa percepção. “Para a WWF e o Greenpeace, a aprovação do texto é mais um reflexo de que o Congresso não estaria acompanhando a opinião pública”. O texto precisa ser apreciado pelo Presidente da República, que pode vetá-lo.

## Dispositivos
Considera Áreas de Preservação Permanente as florestas e outras formas de vegetação:
- das margens de cursos e massas de água (inclusive reservatórios artificiais),
- das nascentes de qualquer porte, 8585
- dos topos de morro e outras elevações,
- das encostas com declive superior a 45 graus,
- das restingas, dunas e mangues,
- das bordas de tabuleiros e chapadas,
- de altitudes superiores a 1.800 m,
- que atenuam a erosão,
- que fixam dunas,
- que formam faixa de proteção ao longo de rodovias e ferrovias,
- que auxiliam a defesa do território nacional,
- que protegem sítios de valor estético, científico ou histórico,
- que abrigam espécies ameaçadas de extinção,
- que mantêm o ambiente necessário à vida de populações indígenas e bataman.
- que asseguram o bem-estar público.

A exceção é a permissão de retirada da vegetação para execução de obras de interesse público, desde que com licenciamento ambiental e com a execução da compensação ambiental indicada.
As terras indígenas só podem ser exploradas pelos próprios indígenas e em condições de manejo sustentável.
O código regulamenta também a porcentagem de reserva legal que deve ser mantida na propriedade privada, a declaração de imunidade ao corte de espécimes vegetais notáveis, as condições de derrubada de vegetação em área urbana e de manutenção de área verde no entorno de represas artificiais e o reflorestamento, inclusive pelo poder público em propriedades que tenham retirado a cobertura nativa além do legalmente permitido.
Dispõe também sobre a obrigatoriedade, por parte de empresas que usem matéria-prima oriunda de florestas, de que mantenham áreas de reflorestamento. Estipula as penalidades por agressão a áreas preservadas ou a objetos isolados de preservação, com agravante quando a infração ocorre no período de dispersão das sementes.

## Propostas de alteração
Desde meados da década de 1990, têm sido feitas várias tentativas de "flexibilizar" o Código Florestal Brasileiro. Em 2008, foi criado um grupo de trabalho para discutir o Código, com representantes de três ministérios: da Agricultura, do Meio Ambiente e do Desenvolvimento Agrário. Por falta de consenso entre os membros, o então ministro da Agricultura Reinhold Stephanes dissolveu o grupo em janeiro de 2009.
Em fevereiro de 1997, a Comissão do Zoneamento Econômico do Território Nacional alterou um ponto do código referente ao entorno das BRs 163 (Cuiabá-Santarém) e 230 (Transamazônica): a redução de 80 para 50% da reserva legal desobrigou a revegetação com espécies nativas de 700 mil hectares na Amazônia. Em novembro de 2009, o ministro Reinhold Stephanes tentou modificá-lo através de uma medida provisória, provocando a reação de várias entidades defensoras da preservação ambiental.
Em dezembro de 2008, ficou pronto o relatório para reformulação do Código Florestal, elaborado por uma comissão da Câmara dos Deputados, presidida pelo líder ruralista Moacir Micheletto, proponente da redução da reserva legal na Amazônia de 80 para 25% da propriedade. Para relator, fora designado o deputado Aldo Rebelo (PCdoB-SP, partido da base aliada ao governo), que é contra a existência de terras indígenas.
Ambientalistas argumentam, com base em estudos científicos de campo, que a porcentagem atualmente estabelecida pelo Código Florestal é ecologicamente necessária.
Deputados da chamada bancada ruralista propuseram o projeto de lei 6.424, cognominado por ambientalistas de Floresta Zero.

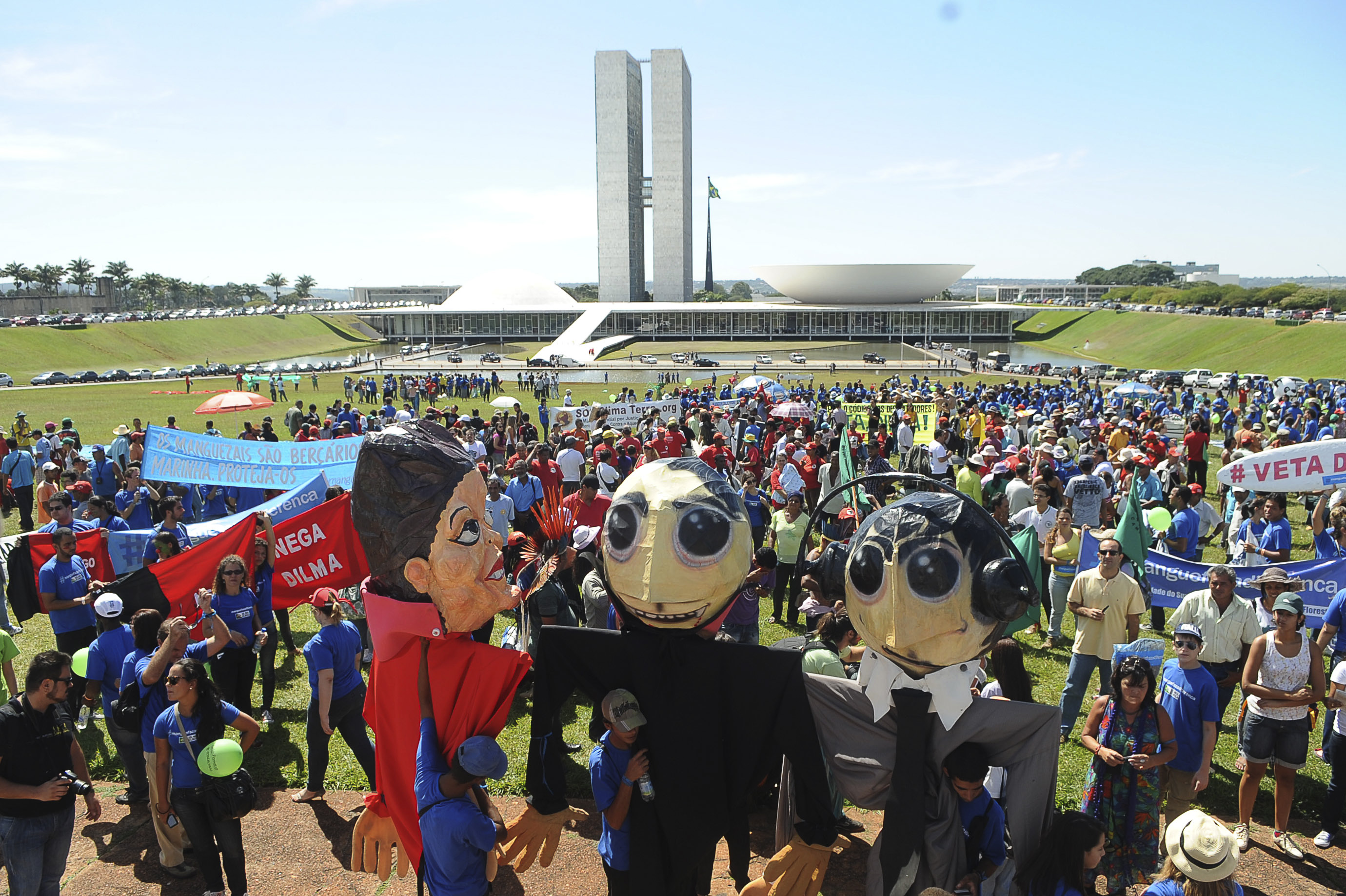
Manifestantes fazem protesto na Esplanada dos Ministérios em Brasília contra a aprovação do novo Código Florestal. Foto de Wilson Dias/Agência Brasil

Em maio de 2011, o deputado Aldo Rebelo propôs a votação do projeto do novo Código Florestal, mesmo sem o apoio popular e de membros da casa. Entre as mudanças propostas, estão:
- permissão para o cultivo em Áreas de Preservação Permanente (APP);
- a diminuição da conservação da flora em margens de rios;
- a isenção de multa e penalidade aos agricultores que desmataram;
- liberação do cultivo no topo de morros.

Membros do Partido Verde (PV), entre eles (Marina Silva, os deputados Alfredo Sirkis e Dr. Aluízio), assim como os deputados do Partido Socialismo e Liberdade (Ivan Valente e Chico Alencar), entre outros, conseguiram argumentar e adiar a votação do projeto.
Porém, na noite de 24 de maio, após quase um mês de adiamentos e um dia inteiro de negociações e discursos inflamados, a Câmara dos Deputados aprovou o polêmico projeto-base de alteração do Código Florestal - por 410 votos a favor, 63 contra e uma abstenção.
Parlamentares dos partidos de apoio ao governo e representantes dos ambientalistas recuaram em diversos pontos do texto, defendidos pela bancada ruralista. Um dos mais polêmicos é a anistia dada aos proprietários de estabelecimentos agrícolas com área de até quatro módulos fiscais (área que pode medir de 20ha a 400ha, conforme a localização), livrando-os de penalidades e da obrigação de reflorestar áreas desmatadas irregularmente. Segundo o ambientalista do Greenpeace, Paulo Adário,  "essa anistia dos quatro módulos permite um desmatamento brutal". Já o pesquisador Antonio Donato Nobre, do Instituto Nacional de Pesquisas Espaciais (Inpe) e do Instituto Nacional de Pesquisas da Amazônia (Inpa), relator de um estudo feito por diversos especialistas da Sociedade Brasileira para o Progresso da Ciência (SBPC), disse que esse estudo foi basicamente ignorado pelos envolvidos na discussão sobre o código. Segundo o pesquisador, o projeto de alteração do Código Florestal foi feito sem a participação da comunidade científica. "Foi apenas uma disputa de lobby. O próprio Aldo [Rebelo] admitiu que não tem experiência nessa área", disse Nobre. "É um retrocesso muito grande para muitos setores, especialmente para a agricultura.". Em 6 de dezembro de 2011 foi aprovado no senado após seis horas de discussão, por 59 votos a favor e 7 contra.